# Trithemis hartwigi
Trithemis hartwigi – gatunek ważki z rodziny ważkowatych (Libellulidae).